# Kelisia emoloa
Kelisia emoloa är en insektsart som beskrevs av Frederick Arthur Godfrey Muir 1917.
Kelisia emoloa ingår i släktet Kelisia och familjen sporrstritar. Inga underarter finns listade i Catalogue of Life.